# Pennisetia hylaeiformis
Pennisetia hylaeiformis é uma espécie de insetos lepidópteros, mais especificamente de traças, pertencente à família Sesiidae.
A autoridade científica da espécie é Laspeyres, tendo sido descrita no ano de 1801.
Trata-se de uma espécie presente no território português.

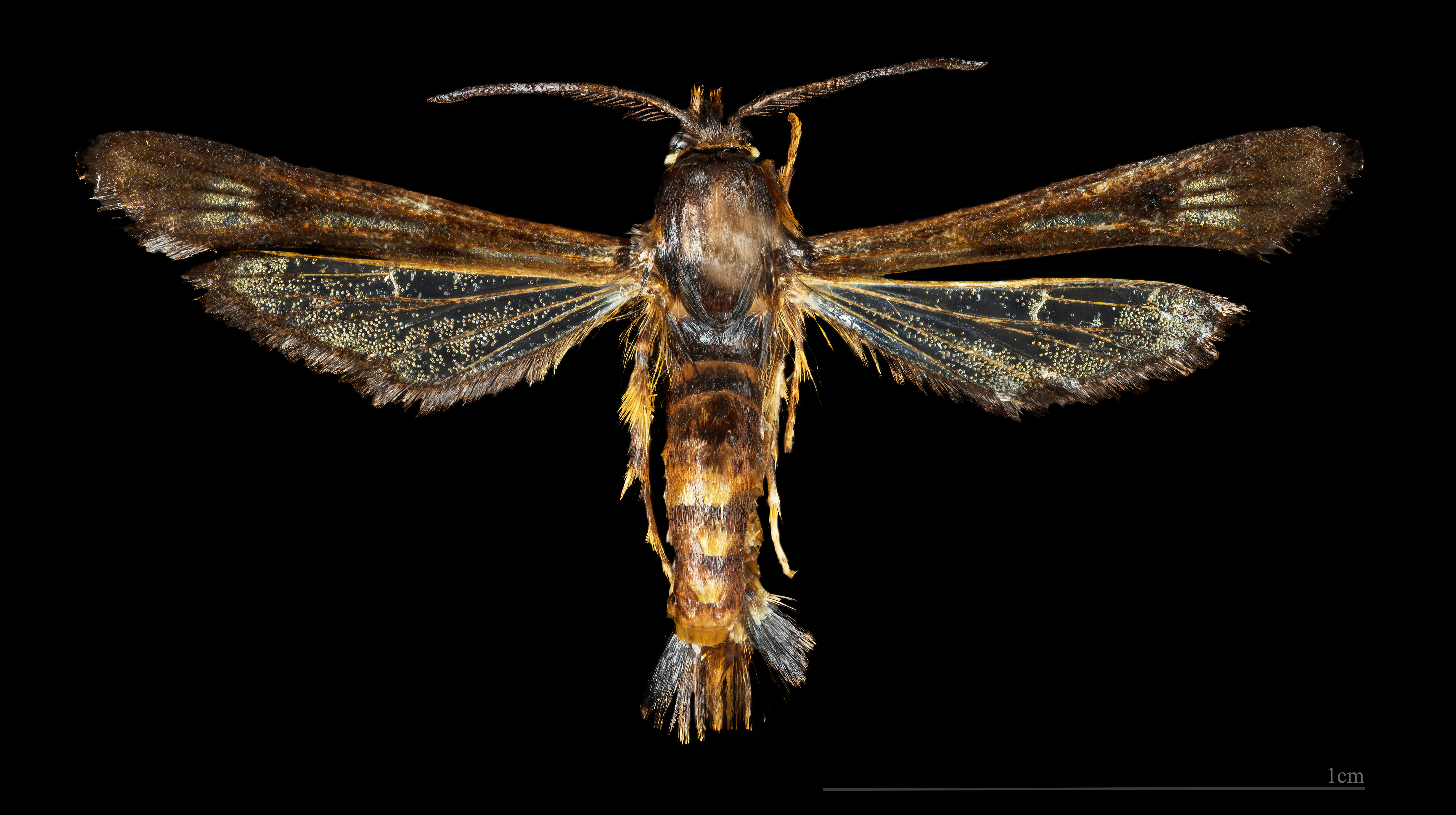
♂
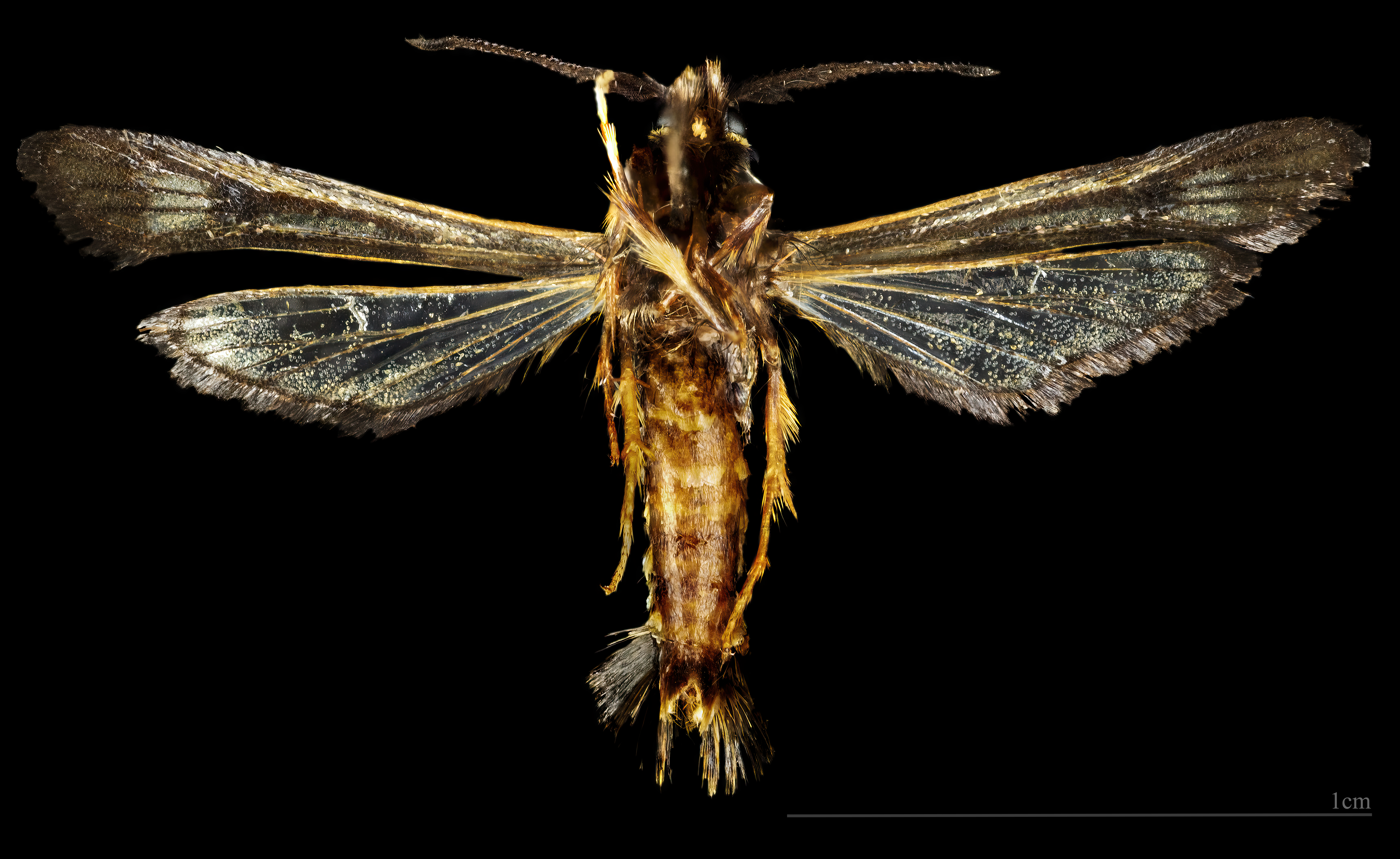
♂ △